# Clinolabus funicularis
Clinolabus funicularis es una especie de coleóptero de la familia Attelabidae.

## Distribución geográfica
Habita en Brasil.